# Inverni lontani
Inverni lontani è un racconto autobiografico di Mario Rigoni Stern pubblicato nel 1999.

## Edizioni
- Mario Rigoni Stern, Inverni lontani, Einaudi, Torino 1999, ISBN 88-06-15340-4, ISBN 978-88-06-15340-3
- Mario Rigoni Stern, Inverni lontani, Einaudi, Torino 2009 ISBN 978-88-06-19984-5
- Mario Rigoni Stern, Inverni lontani, legge: Alessandro Adami, Centro internazionale del libro parlato, Feltre 2010